# Sam Reinhart
Samson Reinhart (* 6. listopadu 1995 West Vancouver) je profesionální kanadský hokejový útočník momentálně hrající v týmu Florida Panthers v severoamerické lize NHL. Byl draftován v roce 2014 již v prvním kole jako 2. celkově týmem Buffalo Sabres.

## Soukromý život
Narodil se jako nejmladší ze tří bratrů do sportovní rodiny. Jeho otec Paul odehrál mezi roky 1979–1990 v NHL jako obránce jedenáct sezón v dresech Atlanta Flames, Calgary Flames a Vancouver Canucks. Rovněž oba Samovi bratři Griffin a Max se dříve profesionálně věnovali hokeji.

## Ocenění a úspěchy
- 2012 WHL – Jim Piggott Memorial Trophy
- 2013 WHL – Východní druhý All-Star Tým
- 2014 WHL – Největší sportovní duch
- 2014 WHL – Východní první All-Star Tým
- 2014 WHL – Brad Hornung Trophy
- 2014 WHL – Four Broncos Memorial Trophy
- 2015 MSJ – All-Star Tým
- 2015 MSJ – Nejlepší střelec
- 2015 MSJ – Nejproduktivnější hráč
- 2015 MSJ – Vítězný gól
- 2015 MSJ – Top tří nejlepších hráčů v týmu
- 2015 WHL – Východní druhý All-Star Tým
- 2024 NHL – All-Star Game
- 2024 NHL – Vítězný gól

## Prvenství
- Debut v NHL – 9. října 2014 (Buffalo Sabres proti Columbus Blue Jackets)
- První asistence v NHL – 25. října 2014 (San Jose Sharks proti Buffalo Sabres)
- První gól v NHL – 17. října 2015 (Tampa Bay Lightning proti Buffalo Sabres, americkému brankáři Ben Bishop)
- První hattrick v NHL – 10. ledna 2016 (Winnipeg Jets proti Buffalo Sabres)

## Klubové statistiky
| Sezóna      | Klub                | Soutěž      |     | Základní část | Základní část | Základní část | Základní část | Základní část |    | Play off | Play off | Play off | Play off | Play off |
| Sezóna      | Klub                | Soutěž      | Z   | G             | A             | B             | TM            | Z             | G  | A        | B        | TM       |          |          |
| 2010–11     | Kootenay Ice        | WHL         | 4   | 2             | 0             | 2             | 0             | 7             | 0  | 0        | 0        | 0        |          |          |
| 2011–12     | Kootenay Ice        | WHL         | 67  | 28            | 34            | 62            | 2             | 4             | 1  | 1        | 2        | 0        |          |          |
| 2012–13     | Kootenay Ice        | WHL         | 72  | 35            | 50            | 85            | 22            | 5             | 0  | 1        | 1        | 4        |          |          |
| 2013–14     | Kootenay Ice        | WHL         | 60  | 36            | 69            | 105           | 11            | 13            | 6  | 17       | 23       | 2        |          |          |
| 2014–15     | Kootenay Ice        | WHL         | 47  | 19            | 46            | 65            | 20            | 7             | 6  | 3        | 9        | 8        |          |          |
| 2014–15     | Buffalo Sabres      | NHL         | 9   | 0             | 1             | 1             | 2             | —             | —  | —        | —        | —        |          |          |
| 2014–15     | Rochester Americans | AHL         | 3   | 0             | 3             | 3             | 0             | —             | —  | —        | —        | —        |          |          |
| 2015–16     | Buffalo Sabres      | NHL         | 79  | 23            | 19            | 42            | 8             | —             | —  | —        | —        | —        |          |          |
| 2016–17     | Buffalo Sabres      | NHL         | 79  | 17            | 30            | 47            | 8             | —             | —  | —        | —        | —        |          |          |
| 2017–18     | Buffalo Sabres      | NHL         | 82  | 25            | 25            | 50            | 26            | —             | —  | —        | —        | —        |          |          |
| 2018–19     | Buffalo Sabres      | NHL         | 82  | 22            | 43            | 65            | 16            | —             | —  | —        | —        | —        |          |          |
| 2019–20     | Buffalo Sabres      | NHL         | 69  | 22            | 28            | 50            | 20            | —             | —  | —        | —        | —        |          |          |
| 2020–21     | Buffalo Sabres      | NHL         | 54  | 25            | 15            | 40            | 10            | —             | —  | —        | —        | —        |          |          |
| 2021–22     | Florida Panthers    | NHL         | 78  | 33            | 49            | 82            | 13            | 10            | 3  | 1        | 4        | 2        |          |          |
| 2022–23     | Florida Panthers    | NHL         | 82  | 31            | 36            | 67            | 12            | 21            | 8  | 5        | 13       | 10       |          |          |
| 2023–24     | Florida Panthers    | NHL         | 82  | 57            | 37            | 94            | 31            | 24            | 10 | 6        | 16       | 12       |          |          |
| NHL celkově | NHL celkově         | NHL celkově | 696 | 255           | 283           | 538           | 146           | 55            | 21 | 12       | 33       | 26       |          |          |

## Reprezentace
| Rok                       | Tým                       | Soutěž                    | Z  | G  | A  | B  | TM |
| ------------------------- | ------------------------- | ------------------------- | -- | -- | -- | -- | -- |
| 2012                      | Kanada Pacific            | WHC-17                    | 5  | 4  | 6  | 10 | 2  |
| 2012                      | Kanada 18                 | MS-18                     | 7  | 2  | 4  | 6  | 0  |
| 2012                      | Kanada 18                 | MIH-18                    | 5  | 3  | 5  | 8  | 0  |
| 2013                      | Kanada 18                 | MS-18                     | 7  | 3  | 4  | 7  | 2  |
| 2014                      | Kanada 20                 | MSJ                       | 7  | 2  | 2  | 4  | 0  |
| 2015                      | Kanada 20                 | MSJ                       | 7  | 5  | 6  | 11 | 6  |
| 2016                      | Kanada                    | MS                        | 10 | 0  | 4  | 4  | 0  |
| 2019                      | Kanada                    | MS                        | 10 | 3  | 2  | 5  | 0  |
| Juniorská kariéra celkově | Juniorská kariéra celkově | Juniorská kariéra celkově | 38 | 19 | 27 | 46 | 10 |
| Seniorská kariéra celkově | Seniorská kariéra celkově | Seniorská kariéra celkově | 20 | 3  | 6  | 9  | 0  |